# جون لويد (قسيس مسيحي)
جون لويد (بالإنجليزية: Saint John Lloyd)‏ (و. القرن 17 – 1679 م) هو برسبيتر شيخ، ومبشر ويلزي، توفي في كارديف.